# فرانسيس وينفيلد
فرانسيس وينفيلد (بالإنجليزية: Frances Winfield)‏ هي كاتِبة أمريكية، ولدت في 1946، وتوفيت في 21 أبريل 2019.